# Moorse tanglibel
De Moorse tanglibel (Onychogomphus costae) is een echte libel uit de familie van de rombouten (Gomphidae).
De Moorse tanglibel staat op de Rode Lijst van de IUCN als gevoelig, beoordelingsjaar 2007, de trend van de populatie is volgens de IUCN dalend. De soort komt voor in Algerije, Marokko, Tunesië en het zuidoosten van het Iberisch Schiereiland.
De wetenschappelijke naam van de soort werd in 1885 gepubliceerd door Edmond de Selys Longchamps. De Nederlandstalige naam is ontleend aan Libellen van Europa.